# Cissus lebrunii
Cissus lebrunii är en vinväxtart som beskrevs av J. Dewit. Cissus lebrunii ingår i släktet Cissus och familjen vinväxter. Inga underarter finns listade i Catalogue of Life.